# Mesure du temps dans l'Égypte antique
L'Égypte antique a inventé des instruments de gestion collective du temps.
Les Égyptiens ont été l'un des premiers peuples à mesurer le temps en divisant les journées en parties égales,  utilisant les premiers dispositifs de chronométrage tels que les cadrans solaires, les horloges à ombres et les « merkhets » (fils à plomb utilisés par les premiers astronomes),. Les obélisques sont utilisés en lisant l'ombre qu'ils projettent. 

## Cadrans solaires et horloges à ombres portées

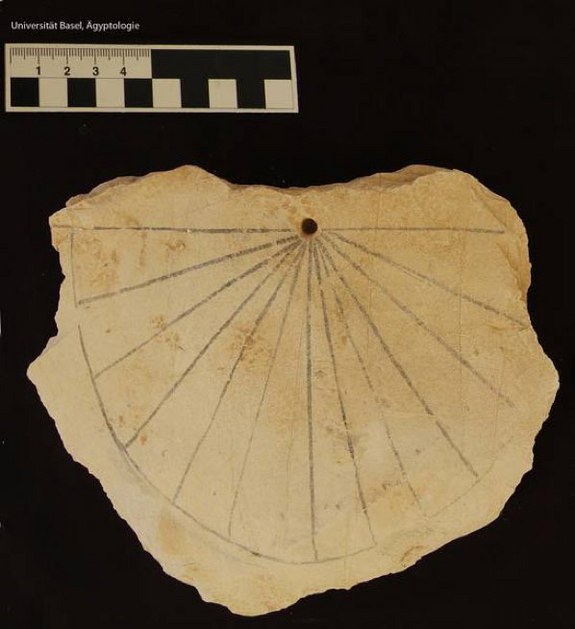
Ancien cadran solaire égyptien, provenant de la vallée des Rois, utilisé pour mesurer les heures de travail. Le jour est divisé en douze parties.

Malgré l'attribution par Hérodote de l'invention des cadrans solaires aux Babyloniens en 430 avant notre ère, les premiers exemples connus étaient de simples gnomons d'origine égyptienne inventés vers 3500 avant notre ère. Des dispositifs plus complexes ont été développés au fil du temps, le plus ancien étant un cadran solaire en calcaire datant de 1500 avant notre ère, découvert dans la vallée des Rois en 2013. Il a été trouvé dans une zone d'habitation d'ouvriers et sa division de la journée en douze parties était peut-être utilisée pour mesurer les heures de travail.
Les horloges d'ombre étaient des cadrans solaires modifiés qui permettaient une plus grande précision dans la détermination de l'heure du jour, et elles ont été utilisées pour la première fois vers 1500 avant notre ère. Leur principale innovation était un gnomon modifié, plus précis, qui permettait de diviser le jour  avec deux « heures de crépuscule » supplémentaires le matin et le soir. Le gnomon de l'horloge d'ombre était constitué d'une longue tige divisée en six parties, ainsi que d'une barre transversale surélevée qui projetait une ombre sur les marques. Cette première horloge était positionnée vers l'est le matin, tandis qu'à midi elle était tournée vers l'ouest pour mesurer les ombres projetées par le soleil couchant. Le concept des ombres mesurées a été adapté dans des réalisations publiques plus vastes sous la forme d'obélisques. Des marqueurs autour de l'obélisque indiquaient les unités de temps, notamment le matin et l'après-midi ainsi que les solstices d'été et d'hiver à des fins cérémonielles.

## Merkhets
Le merkhet ou merjet (ancien égyptien : mrḫt « instrument de connaissance »), est un ancien instrument d'arpentage et de mesure du temps, utilisé depuis au moins six cents ans avant notre ère. Le merkhet est utilisé pour remplacer les cadrans solaires, qui sont inutilisables dans l'obscurité. Il est composé d'une barre avec un fil à plomb, attachée à un manche en bois. Grâce à ces merkhets, les Égyptiens pouvaient calculer l'heure la nuit, à condition que les étoiles soient visibles,. Deux de ces instruments étaient alignés avec l'étoile polaire du Nord, créant ainsi un méridien nord-sud,. En observant certaines étoiles lorsqu'elles traversaient la ligne créée avec les merkhets, ils pouvaient mesurer le temps avec précision,. Il y avait dix étoiles pour les dix heures de la nuit, douze heures pour le jour, une heure pour le coucher du soleil et une heure pour son lever.